# Airco DH.4
O Airco DH-4 era um avião biplano britânico, de bombardeio diurno, utilizado na Primeira Guerra Mundial, projetado por Geoffrey de Havilland (por isso as iniciais "DH") para a empresa Airco. Foi o primeiro bombardeiro britânico com armamento defensivo. Seu primeiro voo foi em agosto de 1916,  entrando em serviço, definitivamente, em março de 1917. A maioria dos DH-4s era, na realidade, construída como bipostos de uso geral nos Estados Unidos, a serviço das forças americanas na França, e é um dos aviões mais famosos de hoje.

## Desenvolvimento
O DH.4 foi projetado por Geoffrey de Havilland como um avião de combate leve de dois lugares, destinado a realizar as missões bombardeiro diurno e reconhecimento aéreo.A intenção era que ele fosse alimentado pelo motor 160 hp (120 kW) Beardmore Halford Pullinger (BHP) recém-desenvolvido. O DH.4 foi desenvolvido em paralelo ao rival Bristol Fighter. Durante agosto de 1916, o protótipo DH.4 fez seu primeiro vôo, movido por um protótipo de motor 230 hp (170 kW) BHP.
Os testes iniciais de voo revelaram que o protótipo possui manuseio e desempenho favoráveis. A Central Flying School (CFS) realizou voos de avaliação inicial com o protótipo, levando-o a produzir um relatório favorável sobre a aeronave, observando boa estabilidade em vôo, controles de vôo leves e suas posições de tripulação relativamente confortáveis. Durante seus vôos com o CFS, ele foi capaz de atingir valores de tempo até altitude inéditos, inigualáveis por qualquer um de seus antecessores.
Mesmo na época dos testes de vôo com o primeiro protótipo, não havia planos finalizados para produção em quantidade do motor BHP. Coincidentemente, outro aeromotor adequado e promissor, o refrigerado a água Rolls-Royce Eagle em linha, estava chegando ao fim de seu processo de desenvolvimento.
Em resposta ao seu desempenho favorável, o Royal Flying Corps (RFC) decidiu fazer um pedido inicial para o tipo durante o final de 1916. Separadamente às interações do RFC com o DH.4, também havia recebido um interesse substancial da Royal Navy. para fins de avaliação; no entanto, de acordo com Bruce, é improvável que o segundo deles tenha sido construído. Após testes com o primeiro desses protótipos, foram feitas encomendas para a produção de DH.4s para equipar o Royal Naval Air Service.

## Variantes

### Variantesbritânicas
- DH.4: Bombardeiro diurno biposto
- DH.4A: Versão civil feita do Reino Unido, para dois passageiros
- DH.4R: Versão monoposto de corrida com motor Napier Lion de 450 hp (336 kW)

### Variantessoviéticas
- cópia do DH.4 construída pela Polikarpov nos anos 20

### Variantesestadunidenses
- DH.4: Bombardeiro diurno biposto feito nos Estados Unidos
- DH.4B: Reconstrução com motor Liberty do DH.4 para o U.S. Air Service. O cockpit do piloto foi realocado para entre o tanque de combustível e o cockpit do observador
  -     - DH.4B-1: Capacidade de combustível aumentada para 420 l (111 US-gal)
    - DH.4B-2: Versão de treino
    - DH.4B-3: Com tanque de combustível de 511 l (135 US-gal)
    - DH.4B-4: Versão civil
    - DH.4B-5: Versão civil experimental com cabine fechada

  - DH-4BD :Cropdusting version of DH-4B
  - DH-4BG : Fitted with smokescreen generators
  - DH-4BK : Night flying version
  - DH-4BM: Single seat version for communications
    - DH-4BM-1 : Dual control version of BM
    - DH-4BM-2 : Dual control version of BM

  - DH-4-BP : Experimental photo reconnaissance version
    - DH-4-BP-1 : BP converted for survey work

  - DH-4BS : Testbed for supercharged Liberty
  - DH-4BT : Dual control trainer
  - DH-4BW : Testbed for Wright H engine
- DH-4C : 300 hp (220 kW) Packard engine
- DH-4L : Civil version
- DH-4M : Rebuilt version of DH-4 with steel tube fuselage.
- DH-4Amb : Ambulance.
- DH-4M-1 - postwar version by Boeing (Model 16) with new fuselage, designated O2B-1 by Navy
  - DH-4M-1T - Dual control trainer conversion of DH-4M
  - DH-4M-1K - target tug conversion
  - O2B-2 - cross-country and night flying conversion for Navy
- DH-4M-2 - postwar version by Atlantic
- L.W.F. J-2 - Twin-engine long range development of DH-4 (also known as Twin DH), powered by two 200 hp (150 kW) Hall-Scott-Liberty 6 engines and with wingspan of 52 ft 6 in (16.04 m); 20 built for U.S. Post Office, 10 for U.S. Army.[4][5]

XCO-7(Boeing Model 42) Two-seat observation version with Boeing designed wings, enlarged tailplane and divided landing gear.
XCO-8
Was a designation of one Atlantic DH.4M-2 fitted with Loening COA-1 wings and powered by a Liberty 12A engine.